# Community college

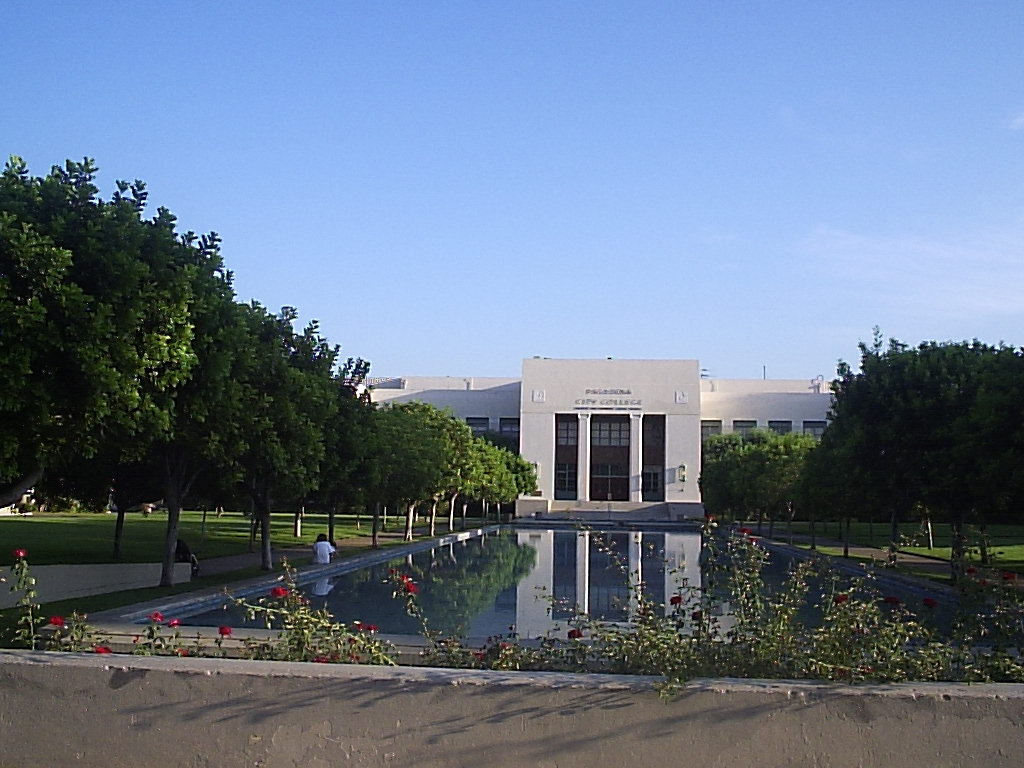
Pasadena City College is een community college in Pasadena (Californië)

Een community college is een onderwijsinstelling. De betekenis van de term varieert per land.

## Verenigde Staten
In de Verenigde Staten zijn community colleges hoofdzakelijk openbare scholen voor middelbaar beroepsonderwijs gedurende een periode van twee of vier jaar. Zij zijn vergelijkbaar met de Nederlandse Regionale Opleidingscentra (ROC’s). Sommige scholen bieden ook avond- en volwassenenonderwijs aan. Ze kunnen verschillende soorten certificaten en diploma's uitreiken. Na afgestudeerd te zijn aan een community college schakelen sommige studenten over naar een liberal arts college of universiteit om daar een bachelordiploma te behalen.
Community colleges worden ook wel junior colleges, technical colleges of city colleges genoemd. Voor de jaren 70 was de term junior colleges wijdverspreid, maar nu verstaat men onder die term meestal privéscholen die onderwijsprogramma's van twee jaar aanbieden.
Het California Community Colleges System is met 2,4 miljoen studenten het grootste netwerk van community colleges.